# Pat Oliphant
Patrick Bruce „Pat“ Oliphant (* 24. Juli 1935 in Adelaide, Australien) ist ein politischer Karikaturist. Oliphants Markenzeichen ist ein kleiner Pinguin namens Punk, der häufig am Bildrand seiner Karikaturen auftaucht und einen Kommentar zum Geschehen abgibt.
Der gebürtige Australier emigrierte 1964 in die USA und wurde schnell ein gefeierter Karikaturist. Er veröffentlichte unter anderem bei den Tageszeitungen The Denver Post und The Washington Star im Laufe seiner 50-jährigen Karriere unzählige tagespolitische Zeichnungen und viele Bücher. Oliphants Arbeiten sind mehrmals kritisiert worden, darunter vom American-Arab Anti-Discrimination Committee oder dem Simon Wiesenthal Center.

## Preise und Auszeichnungen
- 1967: Pulitzer-Preis/Karikatur
- 1968 und 1972: Reuben Award
- 2012: Officer des Order of Australia